# محمد عبد الرافع حبيب

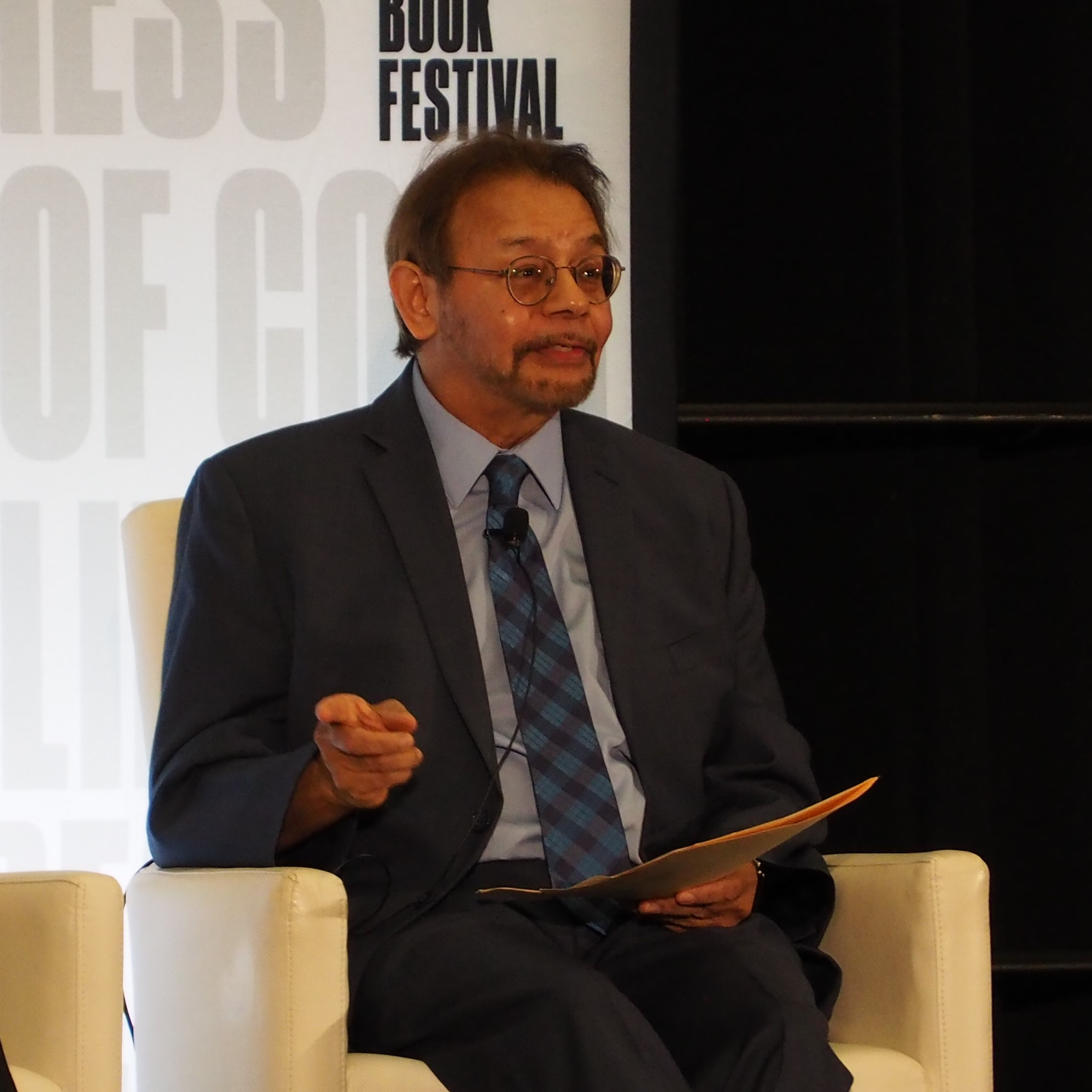
رافي حبيب

الأستاذ محمد عبد الرافع حبيب هو باحث أكاديمي في العلوم الإنسانية وشاعر.
من مؤلفاته المنشورة: النظرية الأدبية، تي إس إليوت، الشعر الأردي، ترجمة القرآن الكريم، السلمية في الإسلام، وفلسفة جورج فيلهلم فريدريش هيجل. وهو حاليًا أستاذ متميز في قسم اللغة الإنجليزية بجامعة روتجرز-كامدن.

## الأعمال
من كتب حبيب:
- القرآن الكريم: ترجمة الآية (2024) [14]
- هيجل وأسس النظرية الأدبية (2018) [15]
- هيجل والإمبراطورية: من ما بعد الاستعمار إلى العولمة (2017) [16]
- تاريخ كامبريدج للنقد الأدبي: المجلد 6، القرن التاسع عشر، حوالي 1830-1914 (2013) [17]
- قاموس المصطلحات الأدبية والنظرية الأدبية (الطبعة الخامسة المنقحة، 2012) [18]
- النقد الأدبي من أفلاطون إلى الحاضر: مقدمة (2011) [19]
- ظلال الإسلام: قصائد لقرن جديد (2010) [20] [21] [22]
- النقد الأدبي الحديث والنظرية: تاريخ (2008) [23]
- تاريخ النقد الأدبي: من أفلاطون إلى الحاضر (2005) [24]
- مختارات من الشعر الأردي الحديث: في الترجمة الإنجليزية (ترجمة وتحرير، 2003) [25]
- تي إس إليوت المبكر والفلسفة الغربية (1999) [26]
- الصوت المنشق: قصائد ن.م. راشد (ترجمة وتحرير، 1993) [27]

## روابط خارجية
- الصفحة الرئيسة لجامعة روتجرز